# Brian Edgar
Samuel Brian Edgar, född 27 december 1945 i Nordirland, död 10 juni 2010 i Linköping var en matematiker och professor huvudsakligen verksam vid Linköpings universitet där han tillsammans med Malcolm Ludvigsen tog fram kursprogrammet i gravitationsfysik.
Edgar läste först vid Queen's University Belfast och doktorerade vid King's College London.